# 阿穆尔莎草
阿穆尔莎草（学名：Cyperus amuricus）为莎草科莎草属的植物。分布于俄罗斯远东地区以及中国大陆的四川、陕西、辽宁、吉林、安徽、河北、云南、浙江、山西等地，生长于海拔300米至2,500米的地区，多生长在河谷草甸、河边沙地、山坡草甸、山谷林缘草甸、荒地、田边、水边、路边、平地田中、河边、林缘开阔地草丛、草坡、湿地、山坡路边和田中，目前尚未由人工引种栽培。